# Acutotyphlops solomonis
Acutotyphlops solomonis är en ormart som beskrevs av Parker 1939. Acutotyphlops solomonis ingår i släktet Acutotyphlops och familjen maskormar. Inga underarter finns listade i Catalogue of Life.
Arten förekommer på Salomonöarna. Honor lägger ägg.